# Bartolomeo della Torre

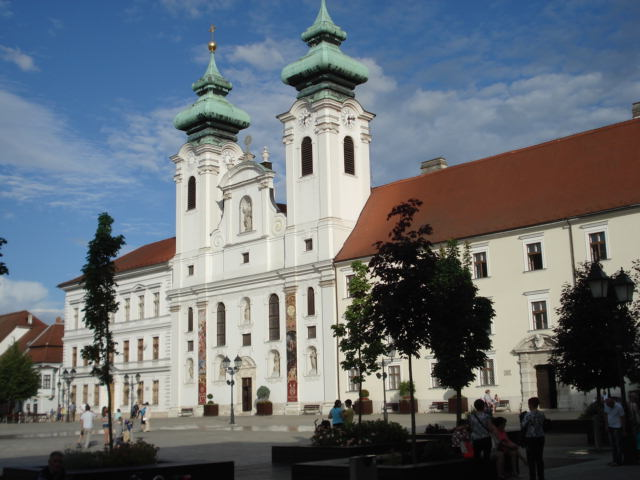
St. Ignatiuskirche und Jesuiten-Ordenshaus, Győr

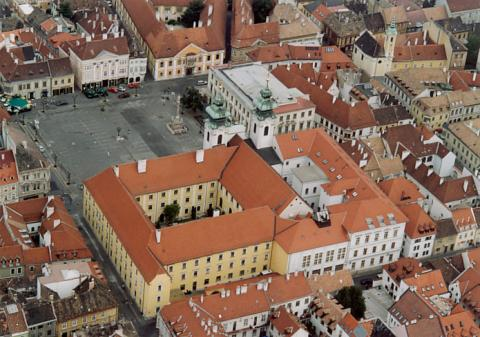
Ehem. Jesuiten-Ordenshaus, Győr

Bartolomeo della Torre (* um 1590 in Ramponio in der Provinz Como, Lombardei; † 23. August 1658 in Raab) war ein Architekt und Baumeister.

## Leben

### Familie
- Der ältere Sohn Giacomo della Torre lernte Maurer und folgte als Werkmeister zu Raab/Győr dem Vater nach, heiratete (wohl in 2. Ehe) 1657 im Stephansdom Lucia Retaccin, Tochter von Simone Retacco (†), Hofbaumeister, und Franzisca, geborene Carlone. Der Sohn Antonio wurde in der Pfarrkirche von Győr–Innenstadt am 12. Juni 1663 getauft.[1] Meister Giacomo starb 1669.
- Der zweite Sohn Francesco della Torre lernte das Steinmetzhandwerk 1641 in Wien und Kaisersteinbruch bei Meister Hieronymus Bregno, heiratete 1653 Francisca, Tochter des Wiener Stadtbaumeisters Silvestro Carlone und wurde königlicher Prager Hofsteinmetzmeister. Er starb 1687.
- Die Nachkommen des Francesco waren Bartolomeo della Torre als Pfarrherr in Linz und Giovanni Pietro della Torre als Nachfolger des Vaters ebenfalls königlicher Hofsteinmetzmeister. Er starb 1711.

## Arbeiten

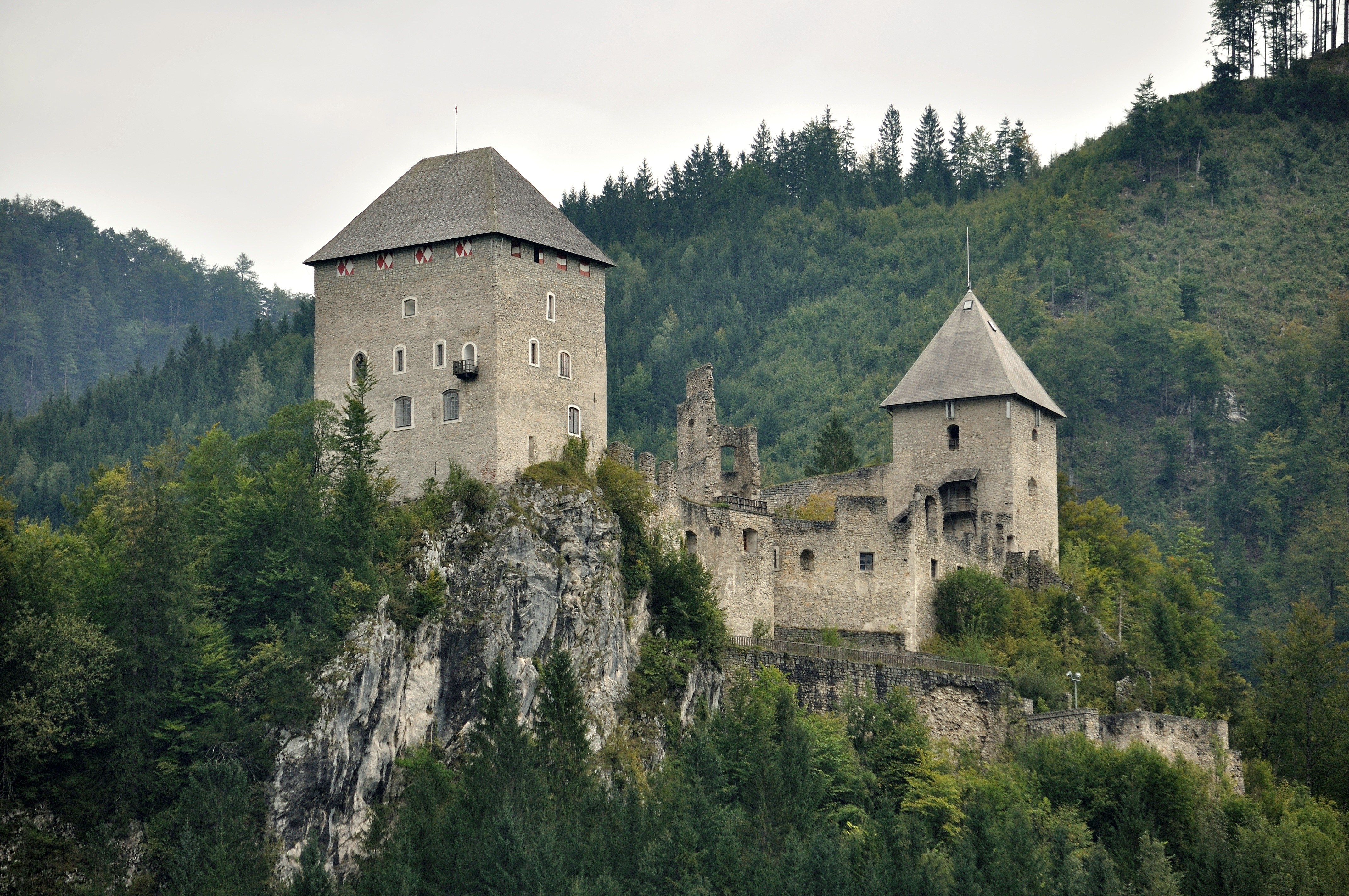
Burgruine Gallenstein

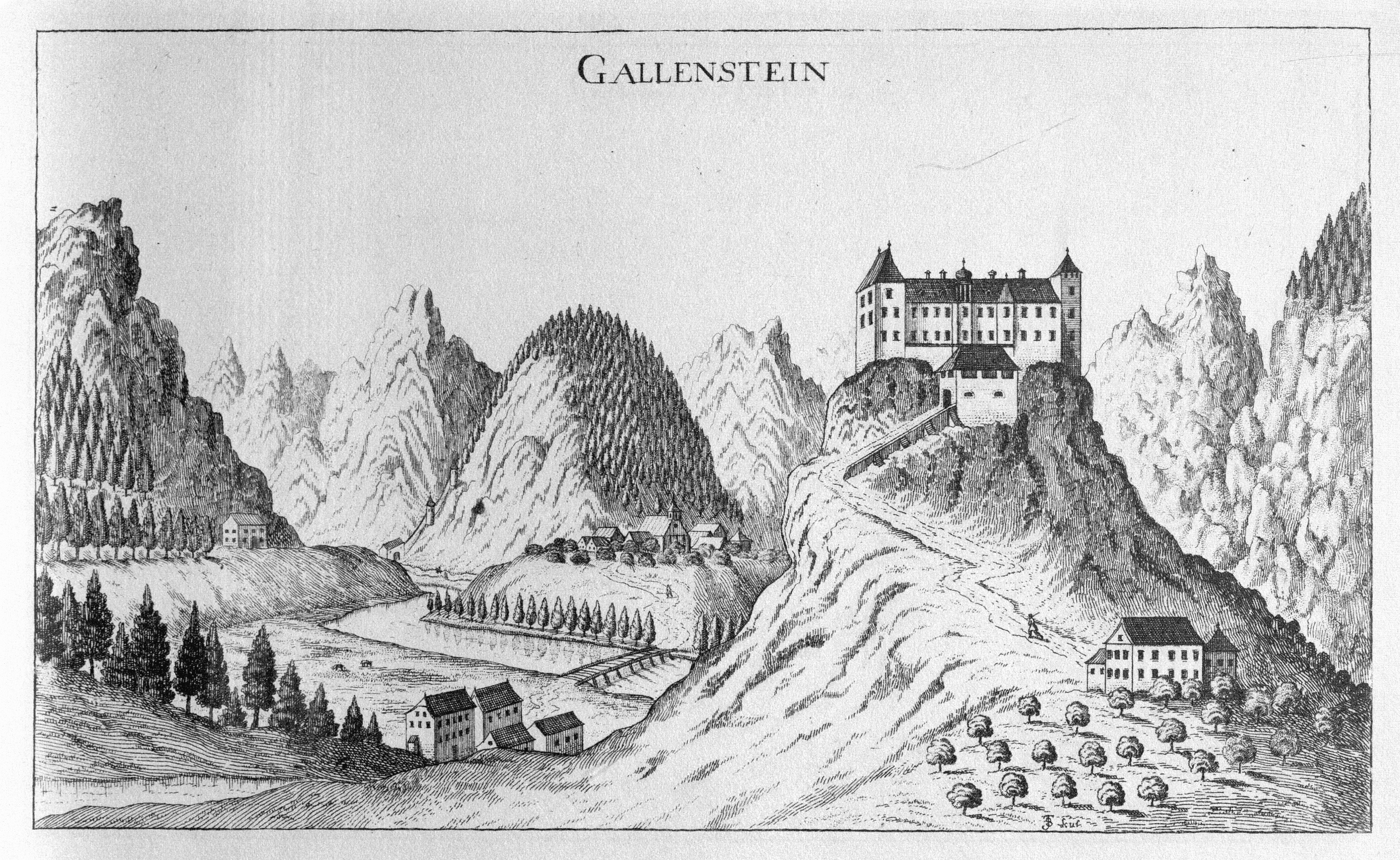
Burg Gallenstein bei St. Gallen 1681

### Burg Gallenstein bei St. Gallen in der Steiermark 1621–1625
Die Burg Gallenstein befindet sich nahe von St. Gallen in der Steiermark. Unter Abt Matthias Preininger vom Stift Admont erfolgte 1621 bis 1628 ein Ausbau der Burg durch die beiden Brüder Bartolomeo und Benedetto della Torre, wobei an den „Weißen Turm“ ein Flügel angebaut, und die Arkadengänge des Hofs erbaut wurden.

### St.-Ignatius-Kirche in Raab/Győr ab 1634
Im Jahre 1627 begann der Bau der Wiener Jesuitenkirche, zugleich schenkte Kaiser Ferdinand II. der Gesellschaft Jesu zu Raab die erforderlichen Grundstücke. Baumeister Bartolomeo arbeitete ab 1634 nach der sogenannten Wiener Norm, dem Plan des Architekten Baccio del Bianco. 1641 erfolgte die Weihe.

#### Jesuiten-Ordenshaus
Sohn Giacomo, ein Maurer, hatte schon beim Vater mitgearbeitet, nach dessen Tod 1658 wurde er der verantwortliche Werkmeister. 1662 erfolgte der Auftrag, am Ordenshaus auf der Marktseite ein weiteres Stockwerk zu errichten. Als Meister Giacomo 1669 starb, beauftragten die Jesuiten den jüngeren Bruder Francesco della Torre, Hofsteinmetzmeister in Prag, die Arbeit fertigzustellen.

„„Bartholomeus Murarius, qui Templum Nostrum aedificavit““

## Anmerkung
Zu dieser Zeit, ab den 1640er Jahren, arbeitete Carlo della Torre als Architekt der Familie Batthyány.